# Alessandro La Marmora

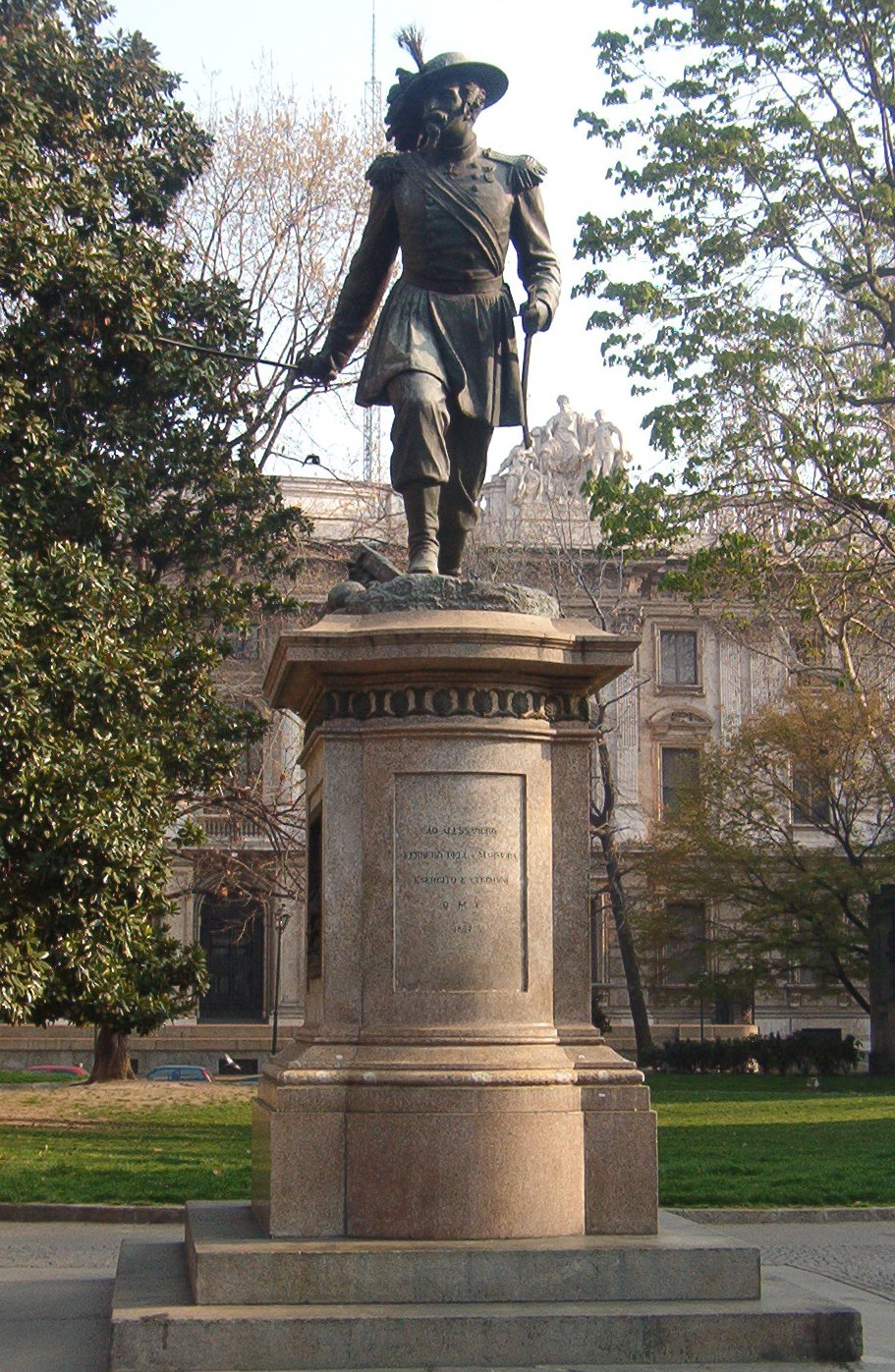
Alessandro La Marmora

Alessandro La Marmora (* 27. März 1799 in Turin; † 7. Juni 1855 auf der Krim) war ein italienischer General. Er gilt als Vater der italienischen Bersaglieri.

## Leben
Alessandro La Marmora entstammte der alten piemontesischen Adelsfamilie Ferrero della Marmora. Er war ein Sohn des Marchese Celestino Ferrero de La Marmora (1754–1805) und der Raffaella Argentero di Bersezio (1770–1828). Sein jüngerer Bruder Alfonso La Marmora war ebenfalls General und von 1864 bis 1866 italienischer Ministerpräsident. Nach seiner Offiziersausbildung an der Militärakademie in Turin und ersten Verwendungen bei den Grenadieren machte er verschiedene militärisch ausgerichtete Studienreisen nach Frankreich, England, Bayern, Sachsen, Tirol und in die Schweiz. 1831 legte er dem König von Sardinien-Piemont eine Studie über eine Neuausrichtung der Infanterie vor, in der er die Aufstellung einer neuartigen Jägertruppe vorschlug. Am 18. Juni 1836 wurde diese auf Anordnung König Karl Alberts unter dem Namen Bersaglieri aufgestellt.
Alessandro La Marmora nahm 1848 an der Schlacht von Goito teil. Im Märzfeldzug 1849 fungierte er als Stabschef der sardischen Truppen unter General Chrzanowski, die bei Mortara und Novara gegen die Österreicher unterlagen. 
1855 nahm La Marmora als Divisionskommandeur am Krimkrieg teil, wo er am 7. Juni 1855 an Cholera starb.